# Geórgios Iakóvou
Georgios Kyriakou Iakovou (nacido el 19 de julio de 1938) es un diplomático y político chipriota que actualmente es el ministro de la Presidencia de Chipre. Iakovou fue ministro de Asuntos Exteriores de Chipre durante dos mandatos consecutivos desde septiembre de 1983 a 1988 y desde 1988 a 1993 y ocupó ese mismo cargo desde el año 2003 hasta junio de 2006, lo que lo convierte en el ministro de Asuntos Exteriores de Chipre que ha ocupado ese cargo durante más tiempo. También sirvió como Alto Comisionado de Chipre ante el Reino Unido. Es conocido por su trabajo en la rehabilitación de refugiados grecochipriotas y otras personas de origen griego que vivían en la antigua Unión Soviética.

## Biografía
Geórgios Iakóvou nació en la aldea de Peristeronopigi, en el distrito de Famagusta. Se graduó en el Gymnasium de Famagusta. Entre 1955-1960 Iakóvou estudió en el Reino Unido y estuvo activo en la política estudiantil chipriota.
Entre 1960-1964 trabajó en el sector privado de Chipre. Trabajó como consultor en la empresa privada Price Waterhouse en Londres, Director de Investigación Operacional y posteriormente Director de Finanzas en el Tribunal de Directores del British Rail
En el año 1972 regresó a Chipre desde el Reino Unido y fue nombrado Director del Centro de Productividad de Chipre, donde introdujo nuevos métodos de dirección en la industria y comercio y elaboró programas para la educación continuada de los ejecutivos empresariales. También proyectó un curso de postgraduado de dirección de empresas en el que ha estado involucrado durante más de treinta años. También prestó atención a la preparación de artesanos y técnicos en muchos ámbitos. Al mismo tiempo fue portavoz del Tribunal de Directores del Instituto Hotelero y de Catering de Chipre y durante su servicio el IHC fue reconocido internacionalmente.
Tras la invasión turca del norte de Chipre en el año 1974 estableció y dirigió el "Servicio de Socorro y Rehabilitación de Personas Desplazadas" desde el Consejo de Ministros de la República de Chipre. Posteriormente también estableció el "Servicio para la Reintegración de Personas Desplazadas". El trabajo de Iakóvou con los refugiados grechochipriotas tuvo un impacto importante en el subsiguiente desarrollo de Chipre, incluyendo lo que ha sido considerado como "el milagro chipriota". Georgios Iakóvou se convirtió en un estrecho asociado del Arzobispo Makarios, el primer presidente de la República de Chipre. También se convirtió en uno de los defensores de los derechos de los desplazados de Chipre. Su trabajo en este ámbito ha sido reconocido nacional e internacionalmente y su defensa de los derechos de estas personas ha influido en su carrera posterior. Es considerado uno de los mejores administradores de Chipre y a menudo se le conoce como "el tecnócrata de gran corazón". Desde abril de 1976 hasta enero de 1979 sirvió como jefe del Departamento de África de la Comisión de Refugiados de las Naciones Unidas en Ginebra.
Desde enero de 1979 hasta enero de 1983 fue embajador de la República de Chipre en la República Federal Alemana con acreditación paralela para Austria y Suiza, y posteriormente fue nombrado Secretario Permanente en el Ministerio de Asuntos Exteriores de Chipre.
El 22 de septiembre de 1983 fue nombrado Ministro de Exteriores y permaneció en este puesto hasta febrero de 1993. Su mandato coincidió con la declaración unilateral e ilegal de independencia de la República Turca del Norte del Chipre en 1983. Consiguió que el Consejo de Seguridad de las Naciones Unidas rechazara esta declaración a través de la adopción de las resoluciones 541 y 550. Como Ministro de Exteriores negoció los acuerdos con la Comunicad Económica Europea en 1987 y 1990, iniciando negociaciones para su adherencia. En el año 2003 firmó el Tratado de Adhesión de Chipre a la Unión Europea.
Posteriormente fue nombrado por el gobierno de Grecia Presidente de la Fundación Nacional para la Recepción y Reasentamiento de Repatriados Griegos. Su programa para la integración de varios miles de personas de origen griego que emigraron a Grecia tras la desintegración de la antigua Unión Soviética fue recibido con gran éxito. Estuvo tras la operación Vellocino de Oro, en la que fueron liberadas unas 1.500 personas de origen griego de la ciudad asediada de Sukhumi en Abjasia y posteriormente participó en una operación similar en la ciudad de Grozny en Chechenia. Iakóvou también participó en la fundación de varios departamentos e institutos universitarios para la enseñanza del idioma griego en varios países de la antigua Unión Soviética.
Tras su retorno a Chipre en 1997 se presentó como candidato independiente a las elecciones presidenciales de 1998 apoyado por los partidos AKEL y DIKO. Perdió por estrecho margen ante el presidente Gláfkos Klirídis.
El 1 de marzo de 2003 fue nombrado nuevamente Ministro de Asuntos Exteriores en el nuevo gobierno del presidente Tássos Papadópoulos. Fue Ministro de Exteriores hasta junio de 2006. En octubre de 2006 fue nombrado Alto Comisionado para el Reino Unido.

## Honores
Giorgios Iakovou ha recibido muchos homenajes, honores, distinciones y medallas de muchos países, universidades y organizaciones:
La Gran Cruz al Mérito de la República Federal Alemana.
La Gran Cruz de la Orden del Fénix, de la República de Grecia.
La Gran Estrella de la Condecoración por Servicio a la República de Austria.
La Gran Cruz de la Orden de Isabel la Católica, del Reino de España.
La Gran Cruz de la Orden de Honor, de la República de Grecia.
La Gran Cruz de la Orden del Infante Dom Henrique, de la República de Portugal.
La Condecoración del Batallón de la Bandera de Yugoslavia.
La Condecoración de la República Árabe de Egipto.
La Condecoración de la Cruz de San Marcos de la primera orden del Patriarcado de Alejandría y toda África.
La Condecoración del monasterio de Santa Catalina del Sinaí.
El Doctorado de Honor de la Universidad Panteion de Atenas, de Ciencias Políticas y Sociales.